# Płuczka wiertnicza

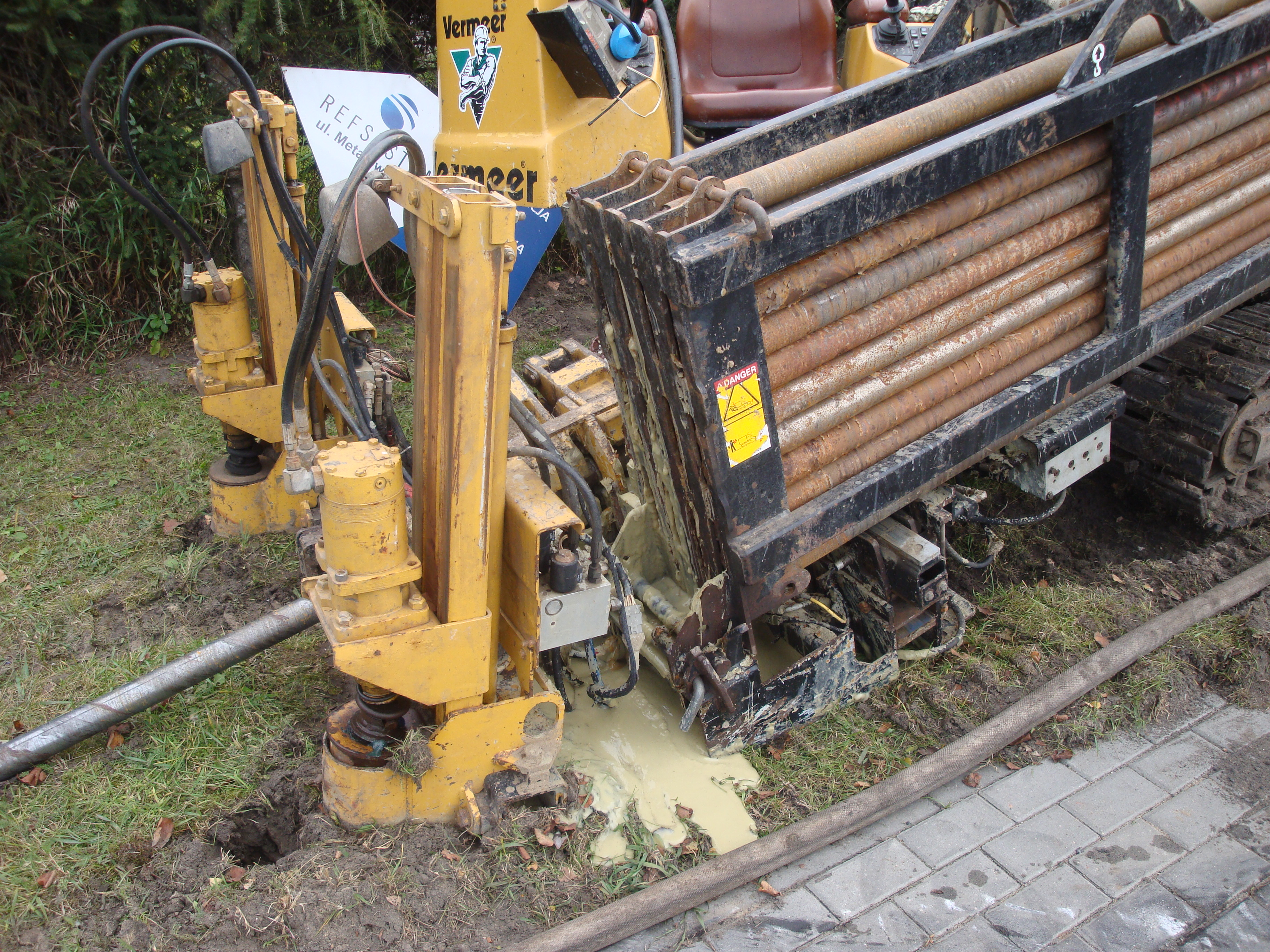
Płuczka (żółta) ściekająca z rur wiertnicy

Płuczka wiertnicza - medium ciekłe lub gazowe, stosowane w wiertnictwie. 

## Zadania płuczki wiertniczej
- wynoszenie zwiercin
- chłodzenie świdra
- oczyszczanie świdra ze zwiercin
- smarowanie przewodu wiertniczego wzdłuż otworu
- wywieranie przeciwciśnienia na ściany otworu wiertniczego (przeciwdziałanie dopływom medium do otworu, stabilizacja ścian otworu)
- utrzymywanie zwiercin w stanie zawieszenia, kiedy przerywany jest jej obieg
- jako nośnik informacji podczas wiercenia otworów kierunkowych przy wykorzystaniu przyrządu MWD (Measurement while drilling)
- dodatkowo płuczka wiertnicza, a dokładnie jej składniki, ma za zadanie chronić naturalną przepuszczalność skał zbiornikowych poprzez początkowe zmniejszanie uszkodzenia przepuszczalności, aby w okresie opróbowywania i testowania odwiertu uzyskać wartość przepuszczalności skały zbiornikowej zbliżonej do wartości pierwotnej.

## Systemy obiegu płuczki
- Prawy

Płuczkę wtłacza się do przewodu wiertniczego pompami płuczkowymi przez głowicę płuczkową. Płuczka pod ciśnieniem przepływa przez rury płuczkowe i wypływa przez dysze w świdrze, a następnie płynie między przewodem wiertniczym a ścianą otworu, wynosząc zwierciny na powierzchnię, gdzie jest odzyskiwana i oczyszczana.
- Lewy (odwrotny) - stosowany przy wierceniach wielkośrednicowych

Płuczka tłoczona jest przestrzenią pierścieniową pomiędzy ścianą otworu lub rurami okładzinowymi a przewodem wiertniczym, a wypływa przez przewód wiertniczy ze zwiercinami.

## Parametry płuczki
- ciężar właściwy
- lepkość (oznaczana lejkiem Marsha)
- wytrzymałość strukturalna
- dobowy odstój wody
- zawartość piasku w płuczce
- zawartość gazu
- tiksotropia
- zawartość jonów Na, K, Mg
- lepkość plastyczna
- lepkość pozorna
- granica płynięcia